# 大藏氏
大藏氏（日语：〔〕／ Ōkura uji/shi）是以「大藏」為姓的氏族。
在渡來人的東漢氏和秦氏中，負責管理國庫「大藏」的人以此職名為姓氏。

## 東漢系
東漢氏一族的祖先是壬申之亂的功臣大藏廣隅。姓氏由最初的直氏，再演變成忌寸、宿禰、朝臣。大藏氏的名是因為仕於大藏而出現，但是有說法指是東漢氏的祖先阿知使主在播磨國明石郡大藏谷興建居館而得名，不過在《續日本紀》和《坂上系圖》所引的《新撰姓氏錄》的逸文中，阿智使主是居住在大和國高市郡檜前（現今奈良縣高市郡明日香村檜前），而東漢氏以此地為根據地。
在平安時代前期，出了學者菅原道真和大藏善行、以及在承平天慶之亂中追討藤原純友的大藏春實。而大藏氏在春實一代以後代代任職大宰府府官，子孫在九州成為原田氏、秋月氏、波多江氏、三原氏、田尻氏、高橋氏的祖先，被稱為大藏黨一族。
還有幕末的尊皇攘夷志士‧福岡藩藩士平野國臣（大藏種德）是春實的三男種季的子孫。

### 關於出自的諸説
「大藏系圖」（《續群書類從》第186卷所收錄）中，對大藏氏的出身有以下的記述（内容被認為是虛構）。
東漢最後的皇帝獻帝的子孫阿知王（阿知使主）有兒子阿多倍（高尊王）。阿多倍在最初渡去日本時成為准大臣（實情是在平安時代中期，藤原伊周才是任職准大臣的初例）。之後娶敏達天皇的孫兒茅渟王的女兒為妻並生下3個兒子。長男志拏被賜予坂上氏為姓，次男山本被賜予大藏氏為姓，三男爾波木被賜予藏內氏為姓。
而阿多倍歸化日本後，因為居住在播磨國明石郡明石鄉大藏谷（現今明石市大藏谷地區），子孫則改為大藏姓（《原田家譜》）。

## 秦系
秦氏中有擔任「大藏」的出納的人稱大藏。在雄略天皇時期設置大藏官員，以秦酒為長官（《日本書紀》）。姓氏由大藏秦公變成秦大藏造。